# Margarita Martín
Margarita Martín Giménez (Zaragoza, 3 de octubre de 1955) es una meteoróloga y divulgadora meteorológica española.

## Biografía
Nació en Zaragoza en 1955, de padre palentino y madre navarra. Es madre de tres hijos. Estudió en varios colegios e institutos, por toda la geografía española, por traslados laborales de sus progenitores. Al terminar el bachillerato había estado en siete centros educativos de cuatro localidades, por este orden: Valencia, Valladolid, Badajoz y Madrid. Estudió en tres universidades: Autónoma de Madrid, Autónoma de Barcelona (donde se licenció en 1978 en Ciencias Físicas) y Complutense de Madrid (donde hizo el Curso de Aptitud Pedagógica).

### Trayectoria profesional
Opositó al Cuerpo de Observadores de Meteorología del Estado en 1984. Le destinaron en 1985 a Zaragoza (primero) y a Toledo (después). En 1986 opositó al Cuerpo de Diplomados en Meteorología. En noviembre de 1987 le destinaron a Palma de Mallorca como predictora del tiempo y en 1989 se trasladó a Barcelona, como predictora también hasta 2002. En 1989 aprobó la oposición del Cuerpo de Meteorólogos y se le asignó una plaza en Barcelona. En 2002 obtuvo plaza en San Sebastián como Jefa de Estudios Meteorológicos. Accedió en 2005 a la Jefatura del Centro Meteorológico Territorial en el País Vasco. Este puesto se transformó luego  el de delegada de la Agencia Estatal de Meteorología en el País Vasco, al crearse la Aemet en 2009.
Destaca su labor de divulgación sobre la Meteorología en charlas, conferencias y programas de televisión.